# フランシスコ・ヒメネス・デ・シスネロス
フランシスコ・ヒメネス・デ・シスネロス（Francisco Jiménez de Cisneros, 1436年 - 1517年11月8日）は、15世紀のスペインの摂政・枢機卿。2度にわたってスペイン王国の摂政の座についただけでなく、スペインにおける聖職者の綱紀粛正を行い、異端審問所長官をつとめ、北アフリカのムーア人に対する十字軍活動を起こすと共に、キリスト教布教にもつとめた。
文化面でも、コンプルテンセ大学を創設し、聖書の多言語対訳版を編集するなどの貢献をし、スペイン史に大きな足跡を残した。シスネロスの時代はスペインの黄金時代の幕開けの時期にあたっており、歴史家ジョン・エリオットをして「スペインが世界の一大強国となれた事はフェルナンド2世とシスネロス枢機卿の2人に負う部分が多い」と言わしめるほどの人物であった。

## 生涯

### 前半生
ゴンサーロ・ヒメネス・デ・シスネロスは1436年、カスティーリャのトレラグーナの貧しい一家に生まれたが、勉学に励んでアルカラ・デ・エナーレスとサラマンカ大学で学んだ。1459年スペイン枢機卿団の使節としてローマに派遣され、同地での活躍によって教皇シクストゥス4世の目にとまった。教皇の引き立てによりスペインで聖職禄を受けられる旨を記した特別書簡を携えてスペインに戻ってきたのは1465年の事であった。
書簡にはシスネロスをウセーダの司教に取り立てる旨が記されていたが、当時のスペインにおけるカトリック教会の実力者カリヨ司教はこれを拒絶。代わりにシスネロスに自分の聖職禄を与えると伝えたが、シスネロスはそれを受け入れず、自らの権利を主張した。あまりに徹底的に主張し続けた為に投獄された。要求を撤回しさえすればすぐに解放するといわれていたにもかかわらず、シスネロスは主張を変えずに6年にわたって獄にいつづけた。ここにいたってカリヨ司教もシスネロスの不屈の闘志に感銘を受け、彼が求めていた聖職禄を与えた。シスネロスはようやく獄を出る事が出来たが、苦労の末に得た聖職禄にはそれほどこだわる事なく、すぐにそれを手放すとシグエンサ司教メンドーサ枢機卿のもとでシグエンサの聖職禄を受けた。
シグエンサでもその働きぶりを賞賛されたシスネロスは、そのまま聖職者としての栄達の道を突き進むかのように見えたが、1484年に突然フランシスコ会に入会した。この時、財産を手放しただけでなく名前をゴンサーロからフランシスコに変えるほどの強い決意を示し、トレドに出来たサン・フアン・デ・レージェス修道院に入った。フランシスコ会員としてシスネロスは通常の苦行や清貧では満足できず、他の会員よりも厳しい禁欲生活を自らに課した。後にシスネロスは世俗の権力の頂点を極める事になるが、私生活では死ぬまで徹底した清貧と禁欲の生活を貫き通した。
後に隠修士として修道院に近い森の中の庵で黙想生活を送るようになったシスネロスであったが、かつての上司であったメンドーサ枢機卿は彼の事を忘れていなかった。トレド大司教としてスペイン聖職者会のトップに立ったメンドーサが、イサベル女王の聴罪司祭としてシスネロスを推薦したのである。シスネロスはフランシスコ会員としての清貧の生活を続けさせてくれる事と、必要な時だけ王宮に赴く事を条件にこれを受けた。王妃の聴罪司祭という地位は、宗教的な意味だけでなく王妃の私的顧問という面において政治的にも重要なポストであった。シスネロスの高潔な人格と清貧の生活は王妃に強い印象を与え、すぐにその信頼を勝ち取った。
1494年、シスネロスはフランシスコ会のスペイン地区長に任命された。1495年にメンドーサ枢機卿が世を去ると、イサベルは教皇アレクサンデル6世に対しシスネロスをトレド大司教に推薦した。トレド大司教の地位は当時のスペインにおいてどんな貴族も及ばないほどの影響力を持った重要なポストであった。シスネロスはトレド大司教になった後も質素な清貧生活を続けていた為、ローマ教皇庁からはポストにふさわしい華美な生活をしてほしいという苦情が出るほどであった。

### 改革と反発

フランシスコ・ヒメネス・デ・シスネロスの紋章

フランシスコ会員としても、カトリック教会の聖職者としてもスペインにおける最高の地位についたシスネロスがまず取り組んだのは、スペインのフランシスコ会の改革であった。弛緩していた規律を正す為、司祭会員に対して妻帯を禁じ任地の小教区への定住を求めた。当時の司祭達の間では任地がありながらそこへ赴かずに聖職禄だけを受ける不在聖職禄が大きな問題になっていた為である。司祭が任地に定住する事で初めて司祭達は信徒に対し説教を行い、告解を聞くなどの司牧活動が行えるようになった。
1498年にはフランシスコ会員のみならず全ての修道会司祭に対して規律の粛正を求めたが、当然、反発が生じた。シスネロスの改革に反対し、400人にのぼる妻帯司祭と修道士が妻を連れてアフリカへ逃れ、イスラム教徒になったとされている。シスネロスの改革の徹底ぶりと既得権益を守ろうとした司祭達の反発を受けてローマ教皇庁の修道会管轄者がシスネロスに対し、改革の緩和を求めたが、シスネロスは聞き入れなかった。なによりシスネロスを信頼し、聖職者の綱紀粛正を喜ぶ王妃の後押しがあった為、ローマとしてもそれ以上口をはさむ事ができなかった。
1499年、シスネロスは異端審問所の官僚達と共にグラナダに赴いた。グラナダではタラベラ大司教がイスラム教徒の改宗事業に取り組んでいた為、シスネロスもこれを支援しようとしたのである。タラベラ大司教は教育によってゆるやかにイスラム教徒をキリスト教に改宗させようとしていたが、シスネロスはこれに満足できず早急な改宗を求めた。さらにグラナダに保管されていたイスラム由来の書物で医学書以外のものの焼却を決定した事から、不満を抱いたグラナダのイスラム教徒達（ムデハル）が決起した。これが第一次アルプハーラス反乱である。
暴動はすぐに鎮圧され、イスラム教徒たちは改宗するか、国を出るかの二者択一を迫られた。ほとんどのものが改宗を受け入れ、シスネロスは「イスラム教徒を一掃した」と報告しているが、表面的に改宗した人々の問題は長きにわたってくすぶり続ける事になった（スペイン異端審問参照）。イスラム教徒から見ればシスネロスは暴君以外の何者でもなかった。
1504年11月26日、イサベル女王が死去。フェルナンド2世は義理の息子フェリペ1世にカスティーリャ王位が譲られる事に反対した為、シスネロスが間に立って仲介し、サラマンカ協定でフェリペをカスティーリャ王とする事で決着した。フェリペが1506年に亡くなった時、フェルナンド2世はナポリにいた為、シスネロスは摂政として国王不在のスペインをとりまとめ、高位貴族による反乱計画を未然に防いだ。1507年フェルナンド2世は、この功をたたえてシスネロスをカスティーリャとレオンの異端審問長官に任命し、枢機卿位が与えられるよう斡旋した。
次にシスネロスが取り組んだのは、北アフリカのイスラム都市オランの攻略であった。この計画はシスネロスの宗教的な情熱とフェルナンド2世の経済的野心が一体となって推し進められた。シスネロスが私財を投じて派遣した先発隊は1505年に港湾都市メルス・エル・ケビールを占領。1509年にはシスネロス自身も本隊と共にアフリカに向かったが、メルス・エル・ケビールが自然災害の影響で壊滅的な打撃をうけた為、スペインに戻った。シスネロスはフェルナンド2世にさらなる軍資金の出資を願ったが、オラン占領以上の戦闘拡大を望まなかった事とイタリア情勢が気がかりであったという2つの理由でフェルナンド2世は軍資金を出さなかった。

### 晩年
1516年1月28日、フェルナンド2世はシスネロスを16歳の若き王子カルロス（外孫、後の神聖ローマ皇帝カール5世）の後見役に指名して世を去った。カルロスは当時フランドル地方で生活していた。王国内におけるシスネロスの地位は不動のものであったが、カルロス王子の側近であったフランドル出身の貴族たちがスペインにやってきてカスティーリャ貴族たちとの間に不穏な空気を生み出し始めたことがシスネロスを悩ませた。
1517年、カルロスが海路スペインに到着、アストゥリアス近郊に上陸した。シスネロスは一刻も早くカルロスに謁見して善後策を協議しようと望んだ。しかし、カルロスの元へ向かう道中で病に倒れた（毒をもられた疑いも捨てきれない）。床についていたシスネロスの元に届いたカルロスからの親書はこれまでの働きに感謝し、摂政の職を解くというそっけないものだった。この手紙を受け取って間もなく1517年11月8日、シスネロス枢機卿はロアでこの世を去った。

## 業績

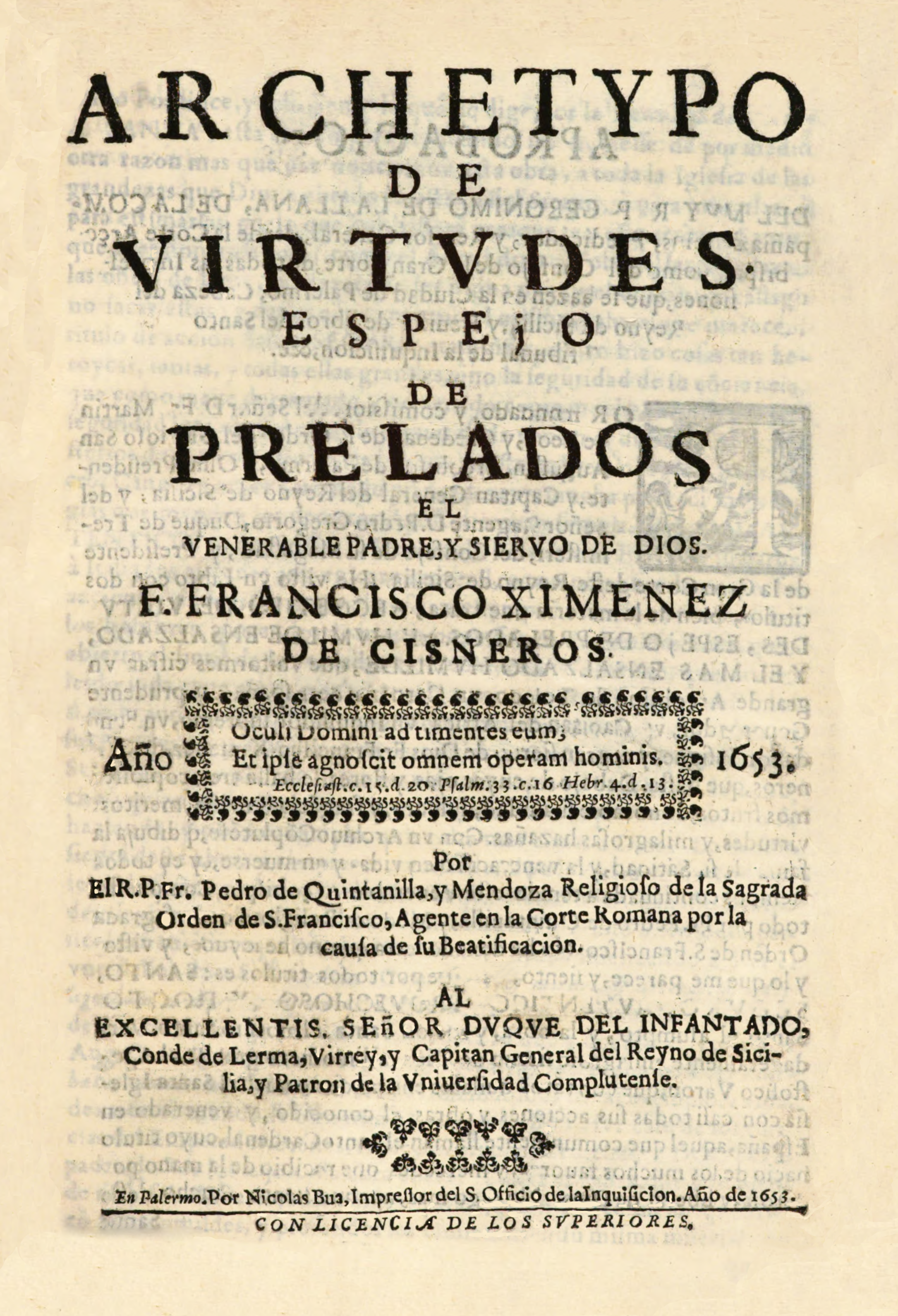
"Archetypo de virtudes" (Pedro de Quintanilla y Mendoza, 1653).

シスネロスは政治家として一度決めた事は徹底的にやり通すタイプであった。特に正しい事であると確信した事に関しては自分や他人にとって不利になる事でも貫徹した。だが、聖職者の腐敗が目立った中世においてシスネロスのような高位聖職者にして人格高潔の人物がいたという事自体が瞠目すべき事であった。彼は自分の地位に伴って入ってくる収入の全てを自分の教区民の便宜の為に使用した。私財によって国内に多くの教育・保健施設を建設し、維持費を支払った。彼は人生の全てを自分の宗教と自分の国民の為に費やしたといっても過言ではない。政治活動の合間に神学論議に加わる事が彼にとっては息抜きであった。
1500年に創立され、1508年に開学したアルカラ・デ・エナーレス大学（現マドリード・コンプルテンセ大学）もシスネロスが中心となって財政援助を行った事で知られる。同大学は1836年にマドリードに移転した。現代でも旧大学跡地にはそのまま遺構が残されている。シスネロスは神学関係の書物も多くあらわしている。トレド大聖堂の設立もシスネロスの業績である。
さらに重要な業績として多言語対訳聖書の編纂があげられる。それは聖書本文を6ヶ国語（アラム語、ヘブライ語、ラテン語、ギリシャ語を含む）で同時に参照できるようにしたものであった。本文だけで5巻にもおよぶ大作で、第6巻としてヘブライ語語彙集が収められていた。1502年に着手された同事業は1514年に新約聖書が完成し、1517年4月に旧約聖書がまとめられて、全てが完成した。『王の聖書』と呼ばれる事になるこの聖書は教皇レオ10世にささげられたが、シスネロス自身は出版された聖書を見る事なく世を去った。